# خافي مورينو (لاعب كرة قدم مواليد 1997)
خافي مورينو (بالإسبانية: Javi Moreno)‏ هو لاعب كرة قدم إسباني، ولد في 1997 في ألمرية في إسبانيا.

## وصلات خارجية
- خافي مورينو (لاعب كرة قدم مواليد 1997) على موقع قاعدة بيانات كرة القدم.إي يو (الإنجليزية)
- خافي مورينو (لاعب كرة قدم مواليد 1997) على موقع Soccerway.com (الإنجليزية)